# Ulba
Az Ulba folyó (orosz nyelven: Ульба) az Irtis jobb oldali mellékfolyója Kazahsztánban. Az Ulba a Tichaja (jobbra) és Grammatucha (balra) összefolyásából keletkezik Ivanov Crest-től délnyugatra az Altaj-hegység nyugati részén.
A folyó városai: Berezovka és Öszkemen, ahol a folyó az Irtisbe ömlik.

## Hidrológia
A folyó vízgyűjtő területe 4990 km². Az 1965–1984-es évek átlagos lefolyása 97 m³/s körül volt (más források szerint 100 m³/s).

## Környezetszennyezés
Az Ulba az egyik legszennyezettebb folyója az Irtis vízgyűjtő területének. A folyó főként cinkkel és rézzel való szennyezése a bányászatnak köszönhető.